# Prionežskij rajon
Il Prionežskij rajon (in russo Прионежский район?) è un municipal'nyj rajon della Repubblica di Carelia, nella Russia europea. Istituito il 29 agosto 1927, occupa una superficie di circa 3665 chilometri quadrati, ha come capoluogo Petrozavodsk e ospita una popolazione di circa 20.000 abitanti.